# Christian Social Union
De Christian Social Union (Christelijk-Sociale Unie, CSU) was een christelijk-sociale beweging van anglicaanse predikanten in het Verenigd Koninkrijk die werd opgericht in 1889 en in 1919 werd ontbonden. Alleen predikanten die waren aangesloten bij een anglicaans kerkgenootschap konden lid worden. Er bestonden afdelingen in alle Britse Dominions en ook in de Verenigde Staten van Amerika. De CSU wordt gerekend tot de zogenoemde "Social Gospel-beweging."

## Oprichting en doelstelling
De CSU werd in 1889 opgericht door Henry Scott Holland (1847-1918) De CSU werkte vanaf haar oprichting op basis van drie uitgangspunten: 1) de christelijke wet geldt voor alle invloedssferen des levens, ook voor de sociale aspecten; 2) het instellen van studiegroepen met als doel het uitwerken hoe men de christelijke moraal en ethiek zou moeten toepassen op het economische en sociale leven; 3) Jezus Christus erkennen als Koning en Machthebber in de praktijk van het leven en Hem te erkennen als de vijand van alle zelfzucht. De organisatie was "socialistisch" in de zin dat men streefde naar broederschap en rechtvaardigheid ("the goal of human endeavour is the common wellbeing of all alike"). De CSU was echter niet doctrinair en stond open voor iedereen (i.h.b. predikanten) die zich herkenden in haar doelstellingen. De boven omschreven doelstellingen waren theocratisch gestemd, wat zeker niet vreemd was, daar men zich liet leiden door de werken F.D. Maurice, Charles Kingsley en John Malcolm Forbes Ludlow. De meer behoudende aanhangers van de CSU zagen vooral voor de Kerk een belangrijke rol weggelegd in het aanpakken van de sociale kwestie, terwijl de meer radicale leden de staat een rol toebedeelden. 
Op haar hoogtepunt telde de CSU 6000 leden, waaronder 16 van de 53 bisschoppen van de Kerk van Engeland.
In 1919 fuseerde de CSU met de Navy Mission Society tot de Industrial Christian Fellowship.
Henry Scott Holland was de eerste voorzitter van de CSU, hij werd opgevolgd door bisschop Charles Gore (1853-1932). De bisschop van Durham, Brooke Foss Westcott (1825-1901), diende van 1889 tot zijn dood in 1901 als vicevoorzitter.

## Beroemde leden
- William Temple (1881-1944)
- Charles Freer Andrews (1871-1944)
- Alfred Blunt (1879-1957)
- William Lygon, 7th Earl Beauchamp (1872-1938)
- Hastings Rashdall (1858-1924)
- Edward Vansittart Neale (1810-1892)
- Percy Dearmer (1867-1936)